# Манько Валентин Миколайович
Валентин Миколайович Манько (нар. 29 січня 1981, с. Григорівка, Васильківський район, Дніпропетровська область) — український військовий діяч, полковник Збройних Сил України, Герой України (2024), громадський діяч, підприємець.

## Життєпис

#### Підприємницька діяльність
До 2014 року був засновником та керівником власного фермерського господарства. Після початку війни сімейний бізнес продовжив роботу під керівництвом родини. Родина Манько активно займається волонтерською діяльністю з 2014 року. За роки війни родиною було передано допомоги на сотні мільйонів гривень для Збройних Сил України та добровольчих формувань, молодих спортсменів, дитячих будинків та притулків для тварин.

#### Участь у виборах
- 2014 — кандидат у народні депутати по округу №59 (Донецька область), самовисуванець.
- 2014 — довірена особа кандидата в президенти[5] Дмитра Яроша.
- 2016 — кандидат на довиборах до ВР по округу №151 (Полтавська область), самовисуванець.
- 2019 — кандидат у народні депутати по округу №39[6] (Дніпропетровська область), самовисуванець.

## Військова служба

### Участь у війні на сході України (2014—2022)
На початку російської агресії 2014 року продав власну сільгосптехніку для закупівлі військового спорядження та створив добровольчий підрозділ чисельністю 1400 осіб. Служив заступником командира в ДУК «Правий сектор». Брав участь у боях за: Новогродівка, Піски, Первомайське, Карлівка, Іловайськ (як командир першого розвідувального підрозділу), Донецький аеропорт, Дебальцеве, Красногорівка, Мар'їнка.

### Російсько-українська війна (з 2022)
З початком повномасштабного вторгнення сформував підрозділ добровольців, який за пів року зріс до 3000 осіб. Брав участь у боях за Ірпінь, Макарів, Мотижин, Гуляйполе, Маріуполь, Оріхів, Енергодар, Лисичанськ, Куп'янськ, Бахмут, Новоселківський напрямок, Курахове.
Був командиром 33-го окремого штурмового полку. З 2025 року — командир штурмових військ Збройних сил України.

## Нагороди
- Звання «Герой України» з врученням ордена «Золота Зірка» (30 вересня 2024) — за особисту мужність і героїзм у захисті державного суверенітету та територіальної цілісності України, самовіддане служіння Українському народові[10].